# No Tourists
No Tourists (с англ. — «Никаких туристов») — седьмой студийный альбом группы The Prodigy, выпуск которого состоялся 2 ноября 2018 года на независимом лейбле Take Me to the Hospital. Это четвёртый и последний альбом, в котором в качестве вокалиста и соавтора принимал участие фронтмен группы Кит Флинт, умерший в 2019 году.

## История
19 июля 2018 года на радиошоу Annie Mac (BBC Radio 1) состоялась премьера первого сингла с альбома, песни Need Some1. Видеоклип на песню, снятый Пако Ратерта, был выложен на официальный YouTube-канал группы. Второй сингл Light Up the Sky и видеоклип на него появился 26 сентября 2018 года. 11 октября состоялась премьера третьей песни Fight Fire With Fire, записанной при участии хип-хоп-дуэта Ho99o9. Последним, четвёртым синглом перед выходом альбома стал We Live Forever, выпущенный 25 октября.
Песни альбома были в основном сочинены Лиамом Хоулеттом, хотя он отметил, что это работа всей группы в целом. Кроме того, в альбоме задействован ряд приглашённых музыкантов. Запись музыки происходила главным образом в домашней студии, хотя какие-то фрагменты были записаны в Москве.
Хоулетт пояснил название альбома и одноимённой песни следующим образом: «Это о людях, которые в основном плывут по течению из-за своей лени, — „туристах“. Они идут по проторённым дорожкам в стремлении сохранить комфорт. (…) Мы сами никогда не были туристами и старались делать свою музыку, не похожую на других».

## Список композиций
| №                   | Название                                        | Автор(ы)                                                                                           | Длительность |
| ------------------- | ----------------------------------------------- | -------------------------------------------------------------------------------------------------- | ------------ |
| 1.                  | «Need Some1»                                    | Хоулетт James Rushent Arthur Baker Gavin Christopher Wright                                        | 2:43         |
| 2.                  | «Light Up the Sky»                              | Хоулетт Maxim Olly Burden Jiri Schellinger                                                         | 3:20         |
| 3.                  | «We Live Forever»                               | Хоулетт Robert Chetcuti Keith Camilleri Cedric Miller Keith Thornton Trevor Randolph Maurice Smith | 3:43         |
| 4.                  | «No Tourists»                                   | Хоулетт John Du Prez Olly Burden                                                                   | 4:18         |
| 5.                  | «Fight Fire with Fire» (при участии Ho99o9)     | Хоулетт Jean "theOGM" Lebrun Lawrence "Eaddy" Eaddy                                                | 3:29         |
| 6.                  | «Timebomb Zone»                                 | Хоулетт Edward Chisholm Christopher Barbosa                                                        | 3:24         |
| 7.                  | «Champions of London»                           | Хоулетт Keith Flint Maxim                                                                          | 4:49         |
| 8.                  | «Boom Boom Tap»                                 | Хоулетт Andy Milonakis Olly Burden                                                                 | 4:05         |
| 9.                  | «Resonate»                                      | Хоулетт James Rushent                                                                              | 3:50         |
| 10.                 | «Give Me a Signal» (при участии Barns Courtney) | Хоулетт Barns Courtney Olly Burden                                                                 | 4:01         |
| Общая длительность: | Общая длительность:                             | Общая длительность:                                                                                | 37:42        |

## Участники записи
The Prodigy
- Лиам Хоулетт — автор, композитор, синтезаторы, клавишные, семплы
- Кит Флинт — вокал («We Live Forever», «Champions of London», «Give Me a Signal»)
- Максим Реалити — вокал («Light Up the Sky», «We Live Forever», «No Tourists», «Champions of London»)

Приглашённые музыканты
- Brother Culture — вокал («Light Up the Sky», «Resonate»)
- Ho99o9 (Jean «theOGM» Lebrun, Lawrence «Eaddy» Eaddy) — вокал («Fight Fire with Fire»)
- Барнс Кортни — вокал («Give Me a Signal»)
- Олли Бёрден — гитара («Light Up the Sky», «Fight Fire with Fire», «Champions of London»)
- Лео Крэбтри — живые барабаны («Champions of London»)
- Энди Милонакис — вокальный семпл («Boom Boom Tap»)

Продакшн
- Лиам Хоулетт — продакшн, запись, звукорежиссура, сведение
- James Rushent — продакшн («Need Some1», «Resonate»)
- Олли Бёрден — сопродакшн («Light Up the Sky», «Fight Fire with Fire», «Timebomb Zone», «Champions of London», «Boom Boom Tap», «Give Me a Signal»)
- Richard Adlam — восстановительный продакшн семплов («Timebomb Zone»)
- Hal Ritson — восстановительный продакшн семплов («Timebomb Zone»)
- René LaVice — дополнительные элементы продакшна («Champions of London»)
- Robert Chetcuti, Jim Pavloff — ассистенты («Need Some1»)
- Rob Jevons — ассистент («Champions of London»)
- Prash «Engine-Earz» Mistry — stem-mastering («Fight Fire with Fire», «Boom Boom Tap», «Give Me a Signal»), мастеринг альбома (FORWA3DSTUDIOS, Лондон)
- Linden Jay — мастеринг-ассистент (FORWA3DSTUDIOS, Лондон)
- Luke Insect — дизайн обложки
- Rahul Singh — фото

## Критика
| Совокупная оценка | Совокупная оценка |
| Источник          | Оценка            |
| ----------------- | ----------------- |
| AnyDecentMusic?   | 6.3/10            |
| Metacritic        | 66/100            |
| Оценки критиков   |                   |
| Источник          | Оценка            |
| AllMusic          | [ 10 ]            |
| The Guardian      | [ 11 ]            |
| The Irish Times   | [ 12 ]            |
| Mojo              | [ 13 ]            |
| NME               | [ 14 ]            |
| The Observer      | [ 15 ]            |
| Pitchfork         | 6.2/10            |
| Q                 | [ 17 ]            |
| The Times         | [ 18 ]            |
| Uncut             | 7/10              |